# Bocage (região rural)

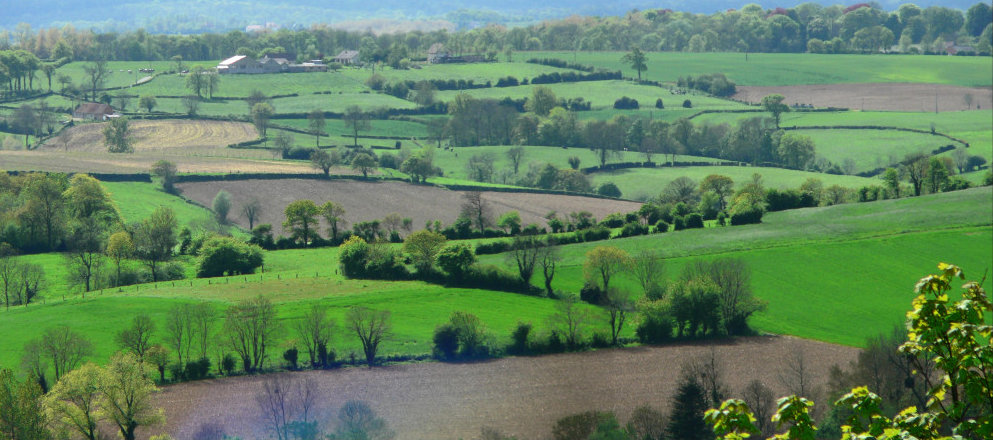
Exemplo de Bocage no norte da França.

O Bocage, na França, é uma região rural onde os campos cultivados e prados são cercados por paredes de terra ou aterros carregando sebes e talhadias, e fileiras mais ou menos contínuas de árvores silvestres ou frutíferas e arbustos. Essa vegetação, de 1 a 20 metros de altura, geralmente marca os limites de parcelas de tamanhos e formas desiguais, sendo o habitat do bocage frequentemente disperso na forma de fazendas e aldeias. É um componente importante da rede ecológica pois suas redes interligadas de prados, sebes, diques e valas são todos elementos que atuam como corredores biológicos.